# 桥头乡 (桂东县)
桥头乡，是中华人民共和国湖南省郴州市桂东县下辖的一个乡镇级行政单位。

## 行政区划
桥头乡下辖以下地区：
百果社区、横店村、侠头村、甘坑村、里鱼村、红桥村、白水村、尚义村和顺义村。